# Santiago Carrillo
Santiago José Carrillo Solares (Gijón, Astúrias, 18 de janeiro de 1915 – Madrid, 18 de setembro de 2012) foi um político comunista espanhol.
Santiago Carrillo foi uma das figuras-chave no comunismo espanhol durante a Segunda República espanhola até o final da transição. Foi secretário-geral do Partido Comunista de Espanha (PCE) de 1960 a 1982. Combateu na Guerra Civil Espanhola e foi figura relevante da oposição ao franquismo e da Transição Espanhola.

## Obras
- «¿Adónde va el Partido Socialista? (Prieto contra os socialistas do interior)» (1959).
- «Después de Franco, ¿qué?» (1965).
- «Eurocomunismo y Estado» (1977).
- «El año de la Constitución» (1978).
- «Memoria de la transición: la vida política española y el PCE» (1983).
- «Problemas de la transición: las condiciones de la revolución socialista» (1985).
- «El año de la peluca» (1987).
- «Problemas del Partido: el centralismo democrático» (1988).
- «Memorias» (1993), Reeditado en 2007 con nueva introducción y epílogo del autor.
- «La gran transición: ¿cómo reconstruir la izquierda?» (1995).
- «Un joven del 36» (1996).
- «Juez y parte: 15 retratos españoles» (1998).
- «La Segunda República: recuerdos y reflexiones» (1999).
- «¿Ha muerto el comunismo? Ayer y hoy de un movimiento clave para entender la convulsa historia del siglo XX» (2000).
- «La memoria en retazos: recuerdos de nuestra historia más reciente» (2004).
- «¿Se vive mejor en la república?» (2005).
- «Dolores Ibárruri: Pasionaria, una fuerza de la naturaleza» (2008).
- «La crispación en España. De la Guerra Civil a nuestros días» (2008).
- «Los viejos camaradas» (2010).
- «La difícil reconciliación de los españoles» (2011).
- «Nadando a contracorriente» (2012). (E-book con una selección de artículos escritos a lo largo de 35 años para El País).
- «La lucha continúa» (2012). (Versión física de «Nadando a contracorriente», con algunos artículos nuevos).